# Anna vom Rath
Anna vom Rath, de soltera Jung (2 de juny de 1839 a Colònia - 31 de març de 1918 a Berlín), va ser una salonnière alemanya a Berlín, i també va exercir la filantropia.

## Biografia
Filla del polític nacional liberal Georg Gottlieb Jung i de Pauline Stein, es va casar el 1869 amb el banquer Adolph vom Rath, membre d'una família que tenia fàbriques de sucre, cofundador i president de Deutsche Bank, i molt respectat a Colònia. No va tenir fills biològics, però va adoptar-ne dos: Ilse vom Rath i Adela "Adi" von Papen, anomenada vom Rath.
Anna vom Rath va tenir, doncs, un paper important en la societat de Wilhelmine Berlin. Encara que provenia d'una tradició familiar liberal i ella mateixa tenia una mentalitat liberal, va entrar en contacte estret amb la cort imperial i la societat de la cort, cosa que de vegades li va valer la fama d'esnob. No obstant això, el seu saló, encara que no del tot polític, va atreure molts polítics liberals de l'època.
A més de la vida del saló, Anna vom Rath va estar molt implicada en qüestions benèfiques. Va fundar la primera «cuina d'hospital» a Brüderstraße,10, a Berlín; va recollir donacions per finançar la investigació de la tuberculosi i també va crear una fundació dedicada a l'atenció dels malalts de tuberculosi.
Vidua des de 1907, Anna vom Rath va morir a Berlín sis mesos abans del final de la Primera Guerra Mundial.

## Premis
Va rebre molts premis. Entre altres:
- Orde de Lluïsa (Louisen-Orden), una antiga orde de cavalleria exclusiva per a dones en el regne de Prússia, que atorga actualment la casa de Hohenzollern.
- Creu al Mèrit de dones i noies de 1870/71.
- Orde de Guillem (Wilhelm-Orden) instituïda el 1896 per l'emperador alemany Guillem II.

## El saló
Anna vom Rath, que des del 1901 era membre de la noblesa hereditària prussiana, va obrir el seu saló el 1880, quan el seu marit es va traslladar a Berlín, on aviat va poder establir-se socialment. Altres salonnières d'orientació política, amb algunes de les quals va estar en contacte, van ser Hildegard von Spitzemberg i Helene von Lebbin. En anys posteriors, el focus de la seva socialització es va traslladar als artistes i estudiosos. A diferència de la comtessa Schleinitz o Anna von Helmholtz, ella mateixa va tenir una educació més aviat mediocre i no era una gran artista; No obstant això, va oferir a la ciència i les arts un fòrum respectat a la capital alemanya.

Entre els assistents habituals al seu saló hi trobemː
- Prinz August Wilhelm von Preußen
- Kaiserin Auguste Victoria
- Ludwig Bamberger
- Rudolf von Bennigsen
- Bernhard von Bülow
- Marie von Bunsen
- Benoît Constant Coquelin
- Rudolph von Delbrück
- Wilhelm Dilthey
- Emil du Bois-Reymond
- Isadora Duncan
- Botho zu Eulenburg
- Geraldine Farrar
- Max von Forckenbeck
- Karl Frenzel
- Heinrich von Gleichen-Rußwurm
- Adolf von Harnack
- Hermann von Hatzfeldt-Trachenberg
- Gerhart Hauptmann
- Heinrich von Preußen
- Hermann von Helmholtz
- Hermann Hendrich
- Andreas Heusler
- Ferdinand Hiller
- Bolko von Hochberg
- Hugo von Hofmannsthal
- Joseph Joachim
- Alfred Kerr
- Hermann Levi
- Ottmar von Mohl
- Theodor Mommsen
- Helene von Nostitz-Wallwitz
- Siegfried Ochs
- Hedwig von Olfers
- Marie von Olfers
- Luise von Oriola (1824–1899)
- Maximiliane von Oriola
- Ferdinand von Radziwill
- Victor Herzog von Ratibor
- Gustav Richter
- Heinrich Rickert
- Walter Robert-Tornow
- Erich Schmidt
- Ossip Schubin
- Ernestine Schumann-Heink
- Ellen von Helmholtz-Siemens
- Hildegard von Spitzemberg
- Heinrich von Sybel
- Hugo von Tschudi
- Richard Voß
- Cosima Wagner
- Paul Wassily
- Anton von Werner
- Mathilde Wesendonk
- Ernst von Wildenbruch
- Heinrich Wölfflin
- Paul Yorck von Wartenburg